# 토피라메이트

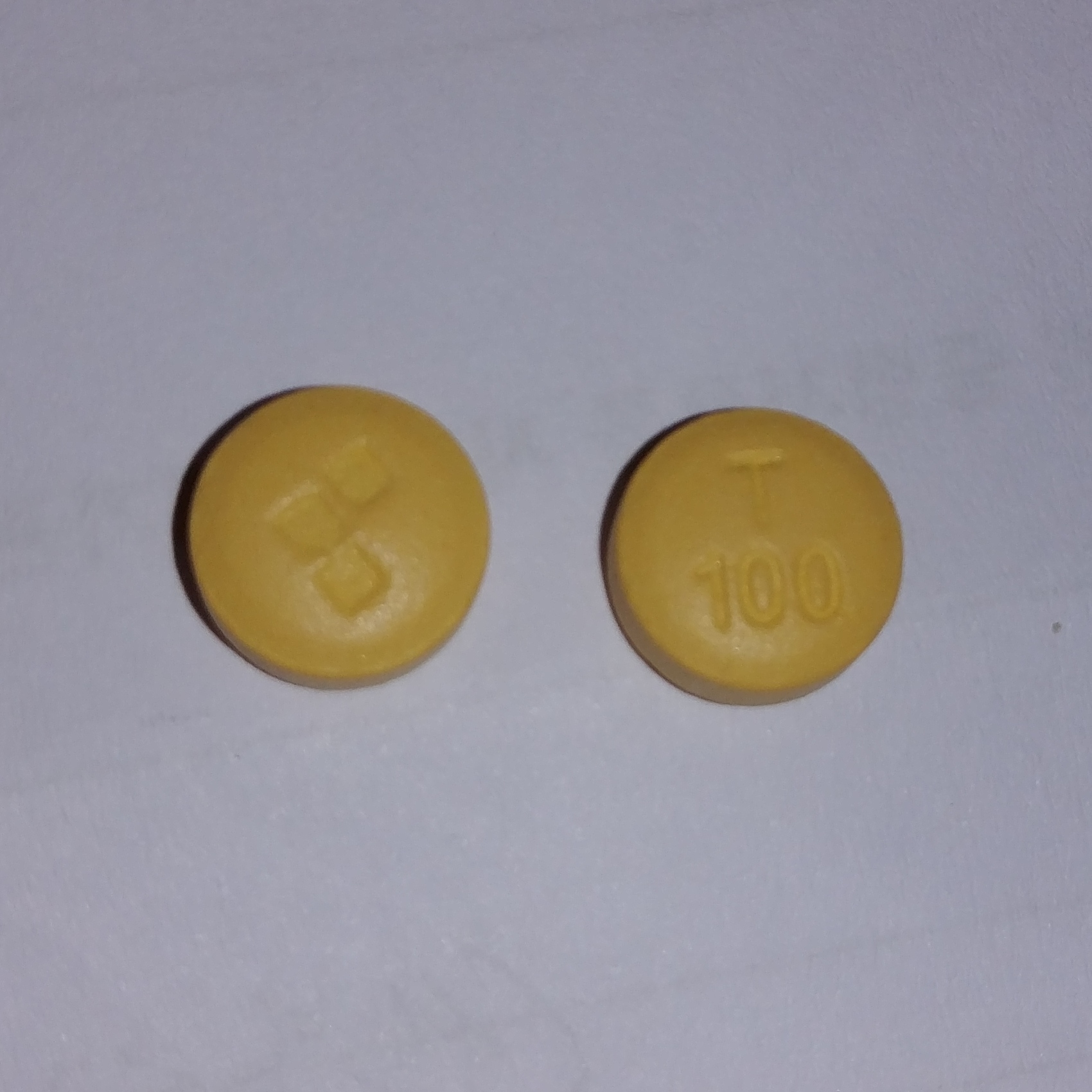
토파메이트정 100mg (명인제약)

토피라메이트(Topiramate)는(상품명으로 '토파맥스' 등이 사용된다) 미국 존슨앤드존슨 산하의 얀센실라그(Janssen-Cilag)에서 1979년 개발하여, 1996년 미국 FDA에서 승인된 뇌전증 및 편두통에 사용되는 광범위 항경련제이다.

## 작용 기전
뇌의 흥분을 억제하는 GABA(γ-amino-butyric-acid) 수용체의 항진기능과 뇌의 흥분을 유도하는 글루타메이트 수용체의 분비를 억제하는 나트륨 채널의 억제, 뇌의 흥분을 유도하는 물질의 합성을 억제하는 작용 기전으로, 단독 및 부가요법에서도 탁월한 효과로 부작용이 현저히 낮은 광범위 뇌전증 치료제이다.

## 적응증
- 뇌전증
  - 단독요법 : 6세 이상의 소아 및 성인에서의 2차성 전신발작을 동반하거나 동반하지 않은 부분발작 치료
  - 부가요법 : 기존 1차 항전간제 투여로 적절하게 조절이 되지 않는 2세 이상의 소아 및 성인에게서 다음 질환에 사용된다.
    - 2차성 전신발작을 동반하거나 동반하지 않은 부분발작
    - 레녹스-가스토 증후군과 관련된 발작
    - 1차성 강직성/간대성 전신발작
- 편두통의 예방 및 치료

## 종류
물질 및 용도 특허가 만료되어, 2005년에 제네릭 의약품으로 출시한 '토파메이트(명인제약)'를 비롯해서, '토피라트(환인제약)', '토피라(한미약품)' 등으로 풀려져 있다.

## 같이 보기
- 조니사마이드

## 참고
- 토파메이트정, 명인제약 제조
- 토피라트정, 환인제약 제조